# Єгорлицький юрт
Єгорлицький юрт — юрт у складі Черкаського округу області Війська Донського.
Єгорлицький юрт бере початок з рішення про російського уряду 1783 року про заснування 4 задонських станиць на тракті на Кавказ: Злодійської, Кагальницької, Мечетинської й Єгорлицької. У 1809 році першими поселенцями Єгорлицької стали українці з Катеринославської, Чернігівської та інших губерній, яких згодом перевели у козацький стан.
До юрту належали поселення (з даними на 1859 рік):
- Єгорлицька — козацька станиця положена над річкою Нижній Єгорлик за 121 верст від Новочеркаська; 325 дворових господарств; 2216 осіб (947 чоловіків й 1269 жінок); православна церква; ярмарок;
- Грязнухінський — козацький хутір положений над балкою Мокра Грязнуха за 129 верстою від Новочеркаська; 3 дворових господарств; 23 осіб (10 чоловіків й 13 жінок); поштова станція.

За даними на 1873 рік у Єгорлицькому юрті було 509 дворових садиб, 3 кибитки й 141 недворова садиба; мешкало 3052 особи (1543 чоловіки й 1509 жінок). Тоді до складу Єгорлицького юрту відносилися:
- Єгорлицька станиця положена над річкою Єгорлик у 120 верстах від Новочеркаська й у 8 верстах від Грязнухінської поштової станції мала 467 дворових садиб, 8 кибиток й 128 садиб; 2773 особи (1399 чоловіків й 1374 жінок);
- Грязнухінський хутір положений над річкою Грязнуха за 128 верст від Новочеркаська й у 8 верстах від Грязнухінської поштової станції налічував 17 дворових господарств й 9 недворових господарств; 120 осіб (54 чолови та 66 жінок);
- Грязнухінська поштова станція положена над річкою Грязнуха за 128 верст від Новочеркаська налічував 1 дворове господарство й 1 недворове господарство; 21 особа (17 чоловіків та 4 жінки);
- Войно-Ольгинський хутір положений над балкою Нахансум за 141 верст від Новочеркаська й у 10 верстах від Середньо-Єгорлицької поштової станції налічував 19 дворових господарств й 1 недворове господарство; 108 осіб (58 чоловіків та 50 жінок);
- Карантинний (Середньо-Єгорлицький) хутір був положений над річкою Вонючий Єгорлик у 141 версті від Новочеркаська й 1 версті від Середньо-Єгорлицької поштової станції налічував 5 дворових садиб, 2 бездворові садиби; 30 осіб (15 чоловіків й 15 жінок).

Єгорлицька станиця тепер є адміністративним центром Єгорлицького району. У тому ж районі тепер розташовані Грязнухінський хутір та Грязнухинська поштова станція, що тепер Московський хутір.